# Cissampelos glaberrima
Cissampelos glaberrima är en tvåhjärtbladig växtart som beskrevs av St.-hil.. Cissampelos glaberrima ingår i släktet Cissampelos och familjen Menispermaceae. Inga underarter finns listade i Catalogue of Life.